# Pebble Time
Pebble Time är tredje generationens smarta klocka från tillverkaren Pebble Technology Corporation. Produkten lanserades på Kickstarter 24 februari 2015. Den kommer med diverse förbättringar jämfört med sina föregångare, bland annat en 64-färgers e-paper LCD, ett tunnare och mer ergonomiskt hölje och en mikrofon. Klockan har liksom sina föregångare upp till sju dagars batteritid och är vattentäthet.
Pebble Time kommer också med ett nytt gränssnitt utformat kring en tidslinje, som liknar det som finns i Google Now på Android Wear. Pebble meddelar att det nya gränssnittet kommer att komma till den ursprungliga Pebble och Pebble Steel i framtiden. Gränssnittet är bakåtkompatibel med alla tidigare appar och urtavlor.

## Kickstarterkampanj
Klockan lanserades på crowdfundingsidan Kickstarter 24 februari 2015 till en kostnad av 159 dollar för de 10000 första uppbackarna och därefter 179 dollar. Klockan beräknas kosta 199 dollar i handeln.
Projektet nådde sitt finansieringsmål på 500000 dollar på 17 minuter, och på 49 minuter hade det nått en miljon dollar vilket är det projekt som snabbast gjort det på Kickstarter.
Den 3 mars 2015 blev Pebble Time den mest uppbackade kampanjen någonsin på Kickstarter, med över 14 miljoner dollar insamlat, med 24 dagar kvar av finansieringsperioden.
Kampanjen avslutades den 28 mars 2015 med 20336930 dollar tillsammans insamlat av 78463 uppbackare.

## Smartstraps
I och med Pebble Time lanserar Pebble Technology Corporation ett system för modulära hårdvarutillbehör de kallar "Smartstrap". Tanken är att tredjepartsutvecklare skapar tillbehör till klockan, t.ex. GPS, pulsmätare, NFC och batteriförlängning. Pebble Technology har försett utvecklare med 3d-modeller och specifikationer som kan använda för utveckling av tillbehör.
Den 19 mars 2015 utannonserade Pebble Technology att de instiftat en fond på en miljon dollar för utveckling av Smartstraps. Dessa pengar är tänkta att investeras i crowdfundingprojekt som ämnar utveckla Smartstraps.

## Pebble Time Steel
Den 3 mars 2015 inkluderades Pebble Time Steel i Kickstarterkampanjen för Pebble Time. Skillnaden mellan Pebble Time och Pebble Time Steel är att den sistnämnda har ett hölje i rostfritt stål med tre valbara ytbehandlingar: silver, svart och guld. Med den följer också två armband, ett i läder och ett i stål. Klockan påstås ha upp till tio dagars batteritid, jämfört med Pebble Times sju dagar. Den beräknas levereras till uppbackare i juli 2015. I handeln beräknas Pebble Time Steel kosta 299 dollar.

## Tekniska specifikationer
Den 20 mars släppte Pebble Technology de tekniska specifikationerna för både Pebble Time och Pebble Time Steel vilka finns att beskåda nedan.
|                   | Pebble Time                                                                                      | Pebble Time Steel                                                                                           |
| ----------------- | ------------------------------------------------------------------------------------------------ | --- |
| Dimensioner       | Hölje: 40.5mm × 37.5mm × 9.5mm Armband: 22mm brett Vikt: 42.5g (inkl. standardarmband)           | Hölje: 40.5mm × 37.5mm × 10.5mm Armband: 22mm brett Vikt: 62.3g (m. läderarmband) 116.3g (m. metallarmband) |
| Trådlöst          | Bluetooth 4.0                                                                                    | Bluetooth 4.0                                                                                               |
| Display           | 1.25-tum, 64-färgers e-paper display LED-bakgrundsbelysning                                      | 1.25-tum, 64-färgers e-paper display LED-bakgrundsbelysning                                                 |
| Sensorer          | 3D-accelerometer Kompass Ljussensor Mikrofon                                                     | 3D-accelerometer Kompass Ljussensor Mikrofon                                                                |
| Ström och batteri | Lithium-ion polymerbatteri Upp till 7 dagar mellan laddningar USB-kabel med magnetisk anslutning | Lithium-ion polymerbatteri Upp till 10 dagar mellan laddningar USB-kabel med magnetisk anslutning           |
| Språk             | Engelska Teckenuppsättningar: Unicode, Basic Latin, och Latin-1-tillägg                          | Engelska Teckenuppsättningar: Unicode, Basic Latin, och Latin-1-tillägg                                     |
| Miljökrav         | Arbetstemperatur: -10°C till +60°C Maximal arbetshöjd: 10.000 fot (3.000 m)                      | Arbetstemperatur: -10°C till +60°C Maximal arbetshöjd: 10.000 fot (3.000 m)                                 |
| Material          | Klockhölje: polykarbonat Infattning: rostfritt stål Armband: silikon                             | Klockhölje: marinklassat rostfritt stål Infattning: rostfritt stål Armband: äkta läder och rostfritt stål   |